# John Tudor
Pour les articles homonymes, voir Tudor.
John Thomas Tudor (né le 2 février 1954 à Schenectady, New York, États-Unis) est un ancien lanceur gaucher au baseball. Il a joué dans les Ligues majeures de 1979 à 1990.
Il a connu ses meilleures saisons avec les Cardinals de Saint-Louis et a remporté la Série mondiale avec les Dodgers de Los Angeles.

## Carrière
Joueur des Eagles de l'université du Sud de la Géorgie, John Tudor est repêché par les Mets de New York au 21e tour de sélection en juin 1975 mais ne signe pas avec l'équipe. Il signe son premier contrat professionnel avec les Red Sox de Boston, qui le réclament au 3e tour de la seconde phase du repêchage de janvier 1976. Il fait son entrée dans les majeures le 16 août 1979. Il atteint le nombre de 13 victoires en 1982 et 1983. 
En 1984, il s'aligne avec les Pirates de Pittsburgh, pour qui il remporte 12 gains, mais est échangé aux Cardinals de Saint-Louis avant le début de la saison suivante.
Tudor connaît sa meilleure saison en carrière à sa première année à Saint-Louis, avec 21 victoires contre 8 défaites en 36 départs. Il présente une moyenne de points mérités très basse de 1,93 et domine les lanceurs de la Ligue nationale avec 10 jeux blancs. Il n'est battu que par Dwight Gooden des Mets de New York dans la course au trophée Cy Young, remis au meilleur lanceur de la ligue.
En Série mondiale 1985, il n'alloue qu'un point dans une victoire de 3-1 des Cards sur les Royals de Kansas City dans le premier match de la finale, puis blanchit ses adversaires lors du match #4. Tudor est toutefois le lanceur perdant dans le 7e et dernier match, qui couronne les Royals comme champions du monde. Furieux de sa performance et de l'humiliante défaite de 11-0 de son équipe dans le match ultime, Tudor se défoule sur un ventilateur électrique et se blesse sévèrement à la main.
Le gaucher connaît quatre autres saisons consécutives de 10 victoires ou plus et retourne en Série mondiale en 1987. Il remporte la victoire à sa première sortie mais encaisse la défaite dans le match #6, et les Twins du Minnesota remportent la finale en 7 parties devant Saint-Louis.
Plus tôt au cours de la saison 1987, il avait été blessé dans un incident bizarre : le receveur des Mets de New York, Barry Lyons, chuta dans l'abri des joueurs des Cardinals en tentant de capter une fausse balle, cassant la jambe de Tudor, qui ne jouait pas ce jour-là.
Malgré une moyenne de points-mérités de seulement 2,29 à la mi-août en 1988, Tudor est échangé aux Dodgers de Los Angeles contre le frappeur de puissance Pedro Guerrero. Le lanceur termine la saison avec un dossier de 10-8 et une moyenne de 2,32 et remporte la Série mondiale 1988 avec les Dodgers. Une blessure au coude l'empêche cependant de lancer plus d'une manche et un tiers en finale contre Oakland.
Tudor signe comme agent libre avec les Cards, pour qui il joue une dernière saison en 1990, présentant un dossier de 12 gains et seulement 4 revers.
En 281 parties dans les ligues majeures, dont 263 départs, et 1797 manches lancées, John Tudor a remporté 117 victoires contre 72 défaites. Sa moyenne de points mérités est de 3,12 et il a enregistré 988 retraits sur des prises, lancé 50 matchs complets et réussi 10 blanchissages.